# Bình Thành, Phụng Hiệp
Bình Thành là một xã thuộc huyện Phụng Hiệp, tỉnh Hậu Giang, Việt Nam.

## Địa lý
Xã Bình Thành nằm ở phía bắc huyện Phụng Hiệp, có vị trí địa lý:
- Phía đông giáp xã Hòa Mỹ và xã Thạnh Hòa
- Phía tây và phía bắc giáp xã Tân Bình
- Phía nam giáp xã Hòa Mỹ.

Xã Bình Thành có diện tích 23,60 km², dân số năm 2022 là 8.376 người, mật độ dân số đạt 354 người/km².

## Hành chính
Xã Bình Thành được chia thành 5 ấp: Tân Long B, Tân Quới Lộ, Thạnh Mỹ A, Thạnh Mỹ B, Thạnh Mỹ C.

## Lịch sử
Ngày 21 tháng 4 năm 1979, Hội đồng Chính phủ ban hành Quyết định số 174-CP về việc thành lập xã Bình Thành trên cơ sở một phần của xã Tân Bình.
Ngày 7 tháng 12 năm 1990, Ban Tổ chức Chính phủ ban hành Quyết định số 547/QĐ-TCCP về việc sáp nhập xã Bình Thành vào xã Tân Bình.
Ngày 19 tháng 4 năm 2002, Chính phủ ban hành Nghị định số 47/2002/NĐ-CP về việc thành lập xã Bình Thành thuộc trên điều chỉnh cơ sở 2.392,97 ha diện tích tự nhiên và 9.497 nhân khẩu của xã Tân Bình.